# Шмидт, Карл Гильом Адольф
Карл Гильом Адольф Шмидт (20 июня 1812, Страсбург — 10 марта 1895) — германский протестантский (лютеранский) богослов, историк религии и религиовед, преподаватель и религиозный писатель.

## Биография
С 1839 года был профессором богословия оконченного им Страсбургского университета, где возглавлял кафедру практической теологии. Почти всю жизнь провёл в родном городе. В 1878 году стал членом Баварской академии наук и искусств. В числе его научных интересов были изучение сект катаров и альбигойцев, а также эльзасского диалекта. Он был одним из редакторов сборника Leben und ausgewählte Schriften der Väter und Begründer der lutherischen Kirche.
Основные работы: «Essai sur Jean Gerson» (Париж, 1839); «Johann Tauler» (Гамбург, 1841); «Essai sur le mysticisme du XIV siècle» (Страсбург, 1836); «Histoire et doctrine de la secte des Cathares ou Albigeois» (Париж, 1849); «Essai historique sur la société civile dans le monde romain et sur la transformation par le christianisme» (Страсбург, 1853); «Leben und Schriften d. Nikolaus v. Basel» (Берлин, 1860); «Les libertins spirituels. Traités mystiques» (1876); «Histoire littéraire de l’Alsace à la fin du XV et au commencement du XVI siècle» (1879); «Poesies huguenotes» (Страсбург, 1881, анонимно); «Zur Gesch. d. älteren Bibliotheken und der ersten Buchdrucker zu Strassburg» (1882); «Précis de l’histoire de l’Eglise d’Occident pendant le moyen âge» (Париж, 1885) и другие.